# Paul De Brauwer
Paul De Brauwer (Wetteren, 7 juni 1956) is een Belgisch voormalig veldrijder.

## Carrière
De Brouwer was actief van 1974 tot 1994. Bij de juniores (1975) en bij de internationale liefhebbers (1980, 1981 en 1982) behaalde hij viermaal de nationale titel. Bij de elite behaalde hij tweemaal brons (1992 en 1993) en driemaal zilver (1987, 1988 en 1991) op het BK. In totaal behaalde hij 21 overwinningen.

## Erelijst
| Seizoen   | Wereldbeker | Superprestige   | GvA Trofee | Kampioenschappen | Overige | Totaal aantal zeges |
| --------- | ----------- | --------------- | ---------- | ---------------- | ------- | ------------------- |
| 1987-1988 |             | Zürich-Waid     |            |                  |         | 1                   |
| 1988-1989 |             |                 |            |                  |         |                     |
| 1989-1990 |             | Gieten, Zarautz |            |                  |         | 2                   |

## Profploegen
- 1982: Hertekamp - 2 zeges
- 1983: Hertekamp - geen zege
- 1984: Hertekamp - 1 zege
- 1985: Hertekamp - geen zege
- 1986: Hertekamp - 1 zege
- 1987: Hertekamp - 2 zeges
- 1988: Hertekamp - 1 zege
- 1989: S.E.F.B. - 4 zeges
- 1990: S.E.F.B. - geen zege
- 1991: S.E.F.B. - geen zege
- 1992: Kärcher - geen zege
- 1993: Kärcher - geen zege
- 1994: Kärcher - geen zege